# L'aventure est commencée
L'aventure est commencée (titre original : Ten Days in Paris) est un film britannique réalisé par Tim Whelan, sorti en 1940.

## Synopsis
En marchant le long d'une rue de Paris, Robert Stevens, un Anglais, est abattu par un assaillant inconnu, mais heureusement, il n'est frappé que d'un coup d'œil et tombe inconscient. Lorsqu'il se réveille à l'hôpital de Beaujon, il pense d'abord avoir été blessé dans un accident d'avion. Son père, Sir James Stevens, confirme qu'il a quitté l'Angleterre dans un avion, mais dix jours avant. Cependant, il ne croit pas que son fils se souvienne de quoi que ce soit ces dix jours manquants. Robert décide de découvrir ce qui s'est passé avec pour seul indice est une note qui a été trouvée sur lui et signée par un mystérieux " D". Plus tard, François est au téléphone en train de dire à quelqu'un qu'un certain Barnes a été abattu et qu'il est à l'hôpital, mais qu'il devrait bientôt sortir. Lanson entre. Il craint que la police ne surveille Barnes. Il demande à François d'obtenir des résultats, puis retourne à Londres.
Lorsque Robert quitte l'hôpital, il commence à se renseigner et François le contacte pour le diriger vers André qui l'informe que "Mademoiselle" craint que cet incident de fusillade ne puisse attirer l'attention de la police et mettre fin à son utilité. Robert confirme que Mademoiselle est " D ". André lui ordonne de prendre rendez-vous avec Mademoiselle, tandis que Lanson doit surveille de plus près le capitaine Victor. A l'endroit désigné, une jolie blonde lui ordonne de rentrer avec elle. Une rencontre avec un policier pour un contrôle de papier, lui révèle qu'elle est Diane de Geurmantes, qui croit que Robert est son chauffeur, Barnes. Pour preuve, la photographie du permis de conduire de Barnes lui ressemble trait pour trait. Au château somptueux de Diane, il rencontre d'autres résidents, dont Denise, une servante et l'un des sbires de Lanson. Il remarque une photographie d'un homme en uniforme signée Victor dans la chambre de Diane. Denise lui apprend que le capitaine est son fiancé de Diane et qu'il viendra dîner.
Après le dîner, Diane se retire, laissant le vieux général de Guermantes, Victor et un officier de liaison britannique discuter de questions d'ordres militaires. Le lendemain, le général part pour une inspection d'une vaste installation militaire souterraine secrète que Lanson cherche désespérément à localiser. Pendant ce temps, Diane et Robert, désormais devenu Barnes, partent à la campagne pour préparer un pique-nique en plein air pour Victor et le général. Cependant, ils tombent d'abord dans l'eau en essayant d'ériger une tente, puis ils sont chassés jusque dans un arbre par trois chiens. Bien qu'agacée début, Diane trouve plus tard leur mésaventure très amusante. Plus tard, on apprend dans un journal qu'on a retrouvé une épave d'avion avec le corps calciné du pilote ce qui pousse Lanson à se rendre chez Sir James. Ce dernier a été averti par les renseignements militaires britanniques de prétendre que le corps est celui de son fils, mais Lanson soupçonne le contraire et tend un piège. Il envoie en effet un télégramme au château adressé à Robert Stevens, lui disant d'aller rencontrer son père. Robert tombe dans le piège et est tenu sous la menace d'une arme par André, mais parvient à le tuer et à s'échapper.
Lanson découvre alors par hasard que le bureau du général une maquette de l'installation militaire souterraine au château et il ordonne à Denise de le photographier. Ayan apprit la mort d'André, il envoie deux hommes chercher Robert, qui revenu au château a découvert les agissement de Denise. Cette dernière est enfermée dans un placard et son appareil photo emporté. Ensuite, il informe Diane de ce qui se passe et ils décident d'aller en informer les autorités mais ils sont capturés par les hommes de Lanson. Ayant désormais les informations tirées du film, Lanson décide de poser une bombe sur le train de munitions de nuit pour détruire l'installation. Robert parvient à désarmer l'unique garde laissée pour compte et, en reconstituant le tir de Guillaume Tell, il persuade l'homme de tout révéler. En poursuivant le train, Robert et Diane se révèlent leurs sentiments l'un pour l'autre. Ils parviennent à déjouer le sabotage, bien que Robert se retrouve à l'hôpital. Plus tard, on apprend que la femme qui l'avait abattu au départ est a été retrouvée et il s’avère qu’on l'a confondu son identité.

## Fiche technique
- Titre : L'aventure est commencée
- Titre original : Ten Days in Paris
- Réalisateur : Tim Whelan
- Scénario : James Curtis, John Meehan Jr. d'après le roman de Bruce Graeme
- Musique : Miklós Rózsa
- Directeur de la photographie : Otto Kanturek
- Producteur : Irving Asher, Jerome Jackson
- Société de production : Irving Asher Productions
- Durée : 82 minutes
- Film en noir et blanc
- Genre : Drame
- Date de sortie :
  -  Royaume-Uni 1er juin 1940
  -  États-Unis 20 avril 1941
  -  Suède 20 juillet 1942
  -  Danemark 7 novembre 1946
  -  France 21 juillet 1948

## Distribution
- Rex Harrison : Bob Stevens
- Kaaren Verne : Diane de Guermantes
- C.V. France : General de Guermantes
- Leo Genn : Lanson
- Joan Marion : Denise
- Anthony Holles : Francois
- John Abbott : André
- Robert Rendel : Sir James Stevens
- Mavis Clair : Marie
- André Morell : Victor
- Hay Petrie : Benoit
- Frank Atkinson : Pierre
- Mae Bacon
- Donald McLeod
- Percy Walsh